# Ivan Obradović
Ivan Obradović (Servisch: Иван Обрадовић) (Obrenovac, 25 juli 1988) is een Servische profvoetballer die bij voorkeur als linksback speelt. In september 2008 debuteerde hij in het Servische nationale voetbalelftal. In 2015 verruilde hij KV Mechelen voor RSC Anderlecht.

## Clubcarrière

### Partizan Belgrado
Obradović is afkomstig van Obrenovac, een gemeente nabij Belgrado. Als product van de jeugdopleiding van Partizan Belgrado maakte Obradović, na een verhuur aan FK Teleoptik, op 22 april 2007 zijn debuut in het eerste elftal van de club. In het seizoen 2007/08 speelde Obradović negentien wedstrijden in de Servische voetbalcompetitie, in zijn derde seizoen 29.

### Real Zaragoza
In de zomer van 2009 tekende hij een vijfjarig contract bij Real Zaragoza, hoewel er ook interesse was van Ajax Amsterdam en Atlético Madrid. Het transferbedrag schommelt naargelang de bron tussen de drie en zes miljoen euro. Obradović wisselde er de goede met de minder goede periodes af: in zijn eerste seizoen had hij te kampen met een mysterieus aanslepend probleem in zijn linkerknie, het seizoen daarop klikte het niet met de nieuwe trainer Javier Aguirre. Toch maakte de Spaanse sportkrant Marca in juni 2011 gewag van interesse van Bayern München en Werder Bremen.
In zijn vierde seizoen brak het noodlot toe: na amper één speeldag scheurde hij op training de kruisbanden van zijn knie. Obradović mocht meteen een kruis maken over zijn seizoen. Op het einde van het seizoen degradeerde Zaragoza uit de Primera División en werd zijn contract bij de Spaanse club verbroken.

### KV Mechelen
Begin 2014 kwam de transfervrije Obradović, op voorspraak van Milan Jovanović, bij KV Mechelen terecht. In januari 2014 testte hij bij Vitesse Arnhem, maar de club koos uiteindelijk voor Rochdi Achenteh. In maart 2014 tekende hij een contract tot het einde van het seizoen bij KV Mechelen. Obradović haalde na achttien maanden zonder voetbal weer zijn niveau van weleer. De optie in zijn contract werd voor aanvang van het seizoen 2014/15 dan ook gelicht, waardoor Obradović tot juni 2016 onder contract kwam te staan bij KV Mechelen. Onder de nieuwe trainer, zijn landgenoot Aleksandar Janković, bloeide hij in het seizoen 2014/15 helemaal open. Obradović werd zelfs voor het eerst in jaren weer opgeroepen bij de Servische nationale ploeg. De interesse van grote clubs bleef dan ook niet uit: onder andere RSC Anderlecht, KRC Genk, Club Brugge, Olympique Lyon en Werder Bremen toonden belangstelling. Uiteindelijk haalde Anderlecht het.

### RSC Anderlecht
In juni 2015 ondertekende hij een vierjarig contract bij RSC Anderlecht. Hij moest er de concurrentie aangaan met Frank Acheampong, Olivier Deschacht en Fabrice N'Sakala. Anderlecht betaalde ruim 2 miljoen euro voor Obradović, die zo de duurste uitgaande transfer ooit werd van KV Mechelen.
Obradović startte beloftevol bij Anderlecht, maar op 1 november 2015 sloeg het noodlot opnieuw toe: in de thuiswedstrijd tegen Moeskroen-Péruwelz scheurde hij de voorste kruisband van zijn rechterknie. Bij zijn terugkeer leek de nieuwe trainer René Weiler niet meteen op hem te rekenen, maar na een goede interland met Servië tegen Wales op 12 november 2016 recupereerde hem alsnog. Na zijn wederoptreden tegen Zulte Waregem op 20 november verdween Obradović niet meer uit de basiself. Anderlecht werd dat seizoen kampioen.
Obradović begon ook het seizoen 2017/18 als basisspeler – de spoeling op linksachter was op dat moment heel dun–, maar na de komst van Hein Vanhaezebrouck slonken zijn speelkansen. Vanhaezebrouck stelde Henry Onyekuru in zijn 3-4-2-1-opstelling immers op als linkerflankspeler en niet als spits. In december 2017 verklaarde Obradović in de pers dat hij, met het oog op zijn WK-deelname in 2018, in januari misschien beter een oplossing zocht. Anderlecht toonde zich bereid om mee te werken aan een transfer. Na maandenlang gezwerf tussen het veld, de bank en de tribune heroverde Obradović op 10 februari 2018 zijn plaats in de basiself. Hij miste in de vijf laatste speeldagen van de reguliere competitie geen minuut en begon ook aan Play-off 1 als basisspeler. De tweede helft van de play-offs moest hij echter missen door een blessure aan de buikspieren. Obradović miste hierdoor het WK 2018.
Anderlecht drong in de zomer van 2018 aan op een vertrek van Obradović, maar de Serviër wilde niet weten van een transfer. Onder andere KSC Lokeren en PAOK Saloniki toonden interesse, maar Obradović weigerde en hield vast aan zijn nog één jaar durende contract – wellicht mede door zijn riante loon. Toenmalig sportief manager Luc Devroe nam het Obradović erg kwalijk dat hij niet wilde meewerken aan een transfer en stuurde hem prompt naar de B-kern. Daar bleef hij tot januari 2019, toen Vanhaezebrouck ontslagen was en de macht van Devroe serieus was ingeperkt door de komst van Frank Arnesen. Obradović mocht mee op winterstage met de A-kern en kreeg van de nieuwe trainer Fred Rutten een nieuwe kans tijdens diens debuutwedstrijd tegen AA Gent op 20 januari 2019 – het waren Obradović's eerste speelminuten van het seizoen bij de A-kern. Obradović speelde tien competitiewedstrijden onder Rutten, maar na diens ontslag in april 2019 verdween hij opnieuw van de radar.
Op 20 mei 2019 liet RSC Anderlecht weten dat het aflopende contract van Obradović niet verlengd werd. De Serviër kon de club na vier seizoenen dus transfervrij verlaten.

## Clubstatistieken
| Seizoen         | Club            | Competitie       | Competitie | Competitie | Beker | Beker | Europa | Europa | Supercup | Supercup | Totaal | Totaal |
| Seizoen         | Club            | Competitie       | Wed.       | Dlp.       | Wed.  | Dlp.  | Wed.   | Dlp.   | Wed.     | Dlp.     | Wed.   | Dlp.   |
| --------------- | --------------- | ---------------- | ---------- | ---------- | ----- | ----- | ------ | ------ | -------- | -------- | ------ | ------ |
| 2006/07         | → FK Teleoptik  | Srpska Liga      | 20         | 0          | 0     | 0     | —      | —      | —        | —        | 20     | 0      |
| 2006/07         | FK Partizan     | Superliga        | 5          | 0          | 0     | 0     | —      | —      | —        | —        | 5      | 0      |
| 2007/08         | FK Partizan     | Superliga        | 19         | 0          | 3     | 0     | 1      | 0      | —        | —        | 23     | 0      |
| 2008/09         | FK Partizan     | Superliga        | 29         | 0          | 4     | 0     | 9      | 0      | —        | —        | 42     | 0      |
| 2009/10         | FK Partizan     | Superliga        | 2          | 1          | 0     | 0     | 4      | 0      | —        | —        | 6      | 1      |
| 2009/10         | Real Zaragoza   | Primera División | 9          | 0          | 0     | 0     | —      | —      | —        | —        | 9      | 0      |
| 2010/11         | Real Zaragoza   | Primera División | 20         | 0          | 1     | 0     | —      | —      | —        | —        | 21     | 0      |
| 2011/12         | Real Zaragoza   | Primera División | 17         | 0          | 0     | 0     | —      | —      | —        | —        | 17     | 0      |
| 2012/13         | Real Zaragoza   | Primera División | 1          | 0          | 0     | 0     | —      | —      | —        | —        | 1      | 0      |
| 2013/14         | KV Mechelen     | Eerste klasse    | 3          | 0          | 0     | 0     | —      | —      | —        | —        | 3      | 0      |
| 2014/15         | KV Mechelen     | Eerste klasse    | 39         | 2          | 4     | 0     | —      | —      | —        | —        | 43     | 2      |
| 2015/16         | RSC Anderlecht  | Eerste klasse    | 13         | 0          | 0     | 0     | 3      | 0      | —        | —        | 16     | 0      |
| 2016/17         | RSC Anderlecht  | Eerste klasse    | 26         | 1          | 1     | 0     | 6      | 0      | —        | —        | 33     | 1      |
| 2017/18         | RSC Anderlecht  | Eerste klasse    | 25         | 0          | 2     | 0     | 3      | 0      | 1        | 0        | 31     | 0      |
| 2018/19         | RSC Anderlecht  | Eerste klasse    | 10         | 0          | 0     | 0     | 0      | 0      | —        | —        | 10     | 0      |
| 2019/20         | Legia Warschau  | Ekstraklasa      | 0          | 0          | 0     | 0     | —      | —      | —        | —        | 0      | 0      |
| 2020/21         | FK Partizan     | Superliga        | 17         | 1          | 1     | 0     | —      | —      | —        | —        | 18     | 1      |
| 2021/22         | FK Partizan     | Superliga        | 6          | 1          | 1     | 0     | 6      | 0      | —        | —        | 13     | 1      |
| Carrière totaal | Carrière totaal | Carrière totaal  | 260        | 6          | 17    | 0     | 32     | 0      | 1        | 0        | 311    | 6      |

## Interlandcarrière
Op 6 september 2008 maakte Obradović zijn debuut voor de Servische nationale ploeg in een WK-kwalificatiewedstrijd, een thuiswedstrijd in Belgrado tegen het Faeröers voetbalelftal. Op 15 oktober maakte hij zijn eerste doelpunt in het shirt van de nationale ploeg, tegen Oostenrijk. Bondscoach Radomir Antić nam Obradović ook op in zijn 23-koppige selectie voor het WK 2010. Daar kwam hij voor het eerst in actie in de derde groepswedstrijd tegen Australië (2-1 verlies), die hij van begin tot eind speelde.

## Erelijst
| Competitie             |                   |                           |                   |                   |
| Competitie             | Aantal            | Jaren                     |                   |                   |
| Partizan Belgrado      | Partizan Belgrado | Partizan Belgrado         | Partizan Belgrado | Partizan Belgrado |
| ---------------------- | ----------------- | ------------------------- | ----------------- | ----------------- |
| Servisch kampioenschap | 3x                | 2007/08, 2008/09, 2009/10 |                   |                   |
| Beker van Servië       | 2x                | 2007/08, 2008/09          |                   |                   |
| RSC Anderlecht         |                   |                           |                   |                   |
| Belgisch landskampioen | 1x                | 2016/17                   |                   |                   |
| Belgische Supercup     | 1x                | 2017                      |                   |                   |

1 Stojković ·
2 Rukavina ·
3 Kolarov ·
4 Kačar ·
5 Vidić ·
6 Ivanović ·
7 Tošić ·
8 Lazović ·
9 Pantelić ·
10 Stanković  ·
11 Milijaš ·
12 Isailović ·
13 Luković ·
14 Jovanović ·
15 Žigić ·
16 Obradović ·
17 Krasić ·
18 Ninković ·
19 Petrović ·
20 Subotić ·
21 Mrđa ·
22 Kuzmanović ·
23 Đuričić ·
Coach: Antić